# Цагараева, Лариса Викторовна
Лариса Викторовна Цагараева (осет. Цӕгӕраты Лариса, род. 4 октября 1958, Орджоникидзе) — советская фехтовальщица — рапиристка. Серебряный призёр Олимпийских игр 1980 года

## Биография
Родилась 4 октября 1958 года в Орджоникидзе.
Первый и единственный тренер — Владислав Сергеевич Иванов.
Заслуженный деятель физической культуры Северной Осетии (1983), окончила факультет физического воспитания и спорта Северо-Осетинского госуниверситета им. К. Л. Хетагурова (1979) и работает тренером по фехтованию в специализированной детско-юношеской школе олимпийского резерва.

## Спортивные достижения
Член сборной СССР с 1974 года. В возрасте 21 года стала Серебряным призёром Олимпийских Игр 1980 года, в Москве. Чемпионка Мира, победитель Кубка Мира, обладательница Серебряной Рапиры, неоднократная победительница первенства СССР и РСФСР по фехтованию. Первая женщина-осетинка, достигшая таких высот в спорте, стала серебряным призёром Олимпийских Игр. Заслуженный мастер спорта СССР. Награждена высшей наградой Северной Осетии — Алании Медаль «Во славу Осетии», является заслуженным работником физической культуры СО АССР(1983). Внесла неоценимый вклад в развитие физкультуры и спорта в республике Северная Осетия-Алания. Является одной из самых титулованных учениц известного российского тренера по фехтованию Владислава Сергеевича Иванова

## Интервью
- Лариса ЦАГАРАЕВА: «„Если фехтовальщик сможет побороть мандраж, то наполовину победа в кармане“»